# Programa Conduce sin alcohol

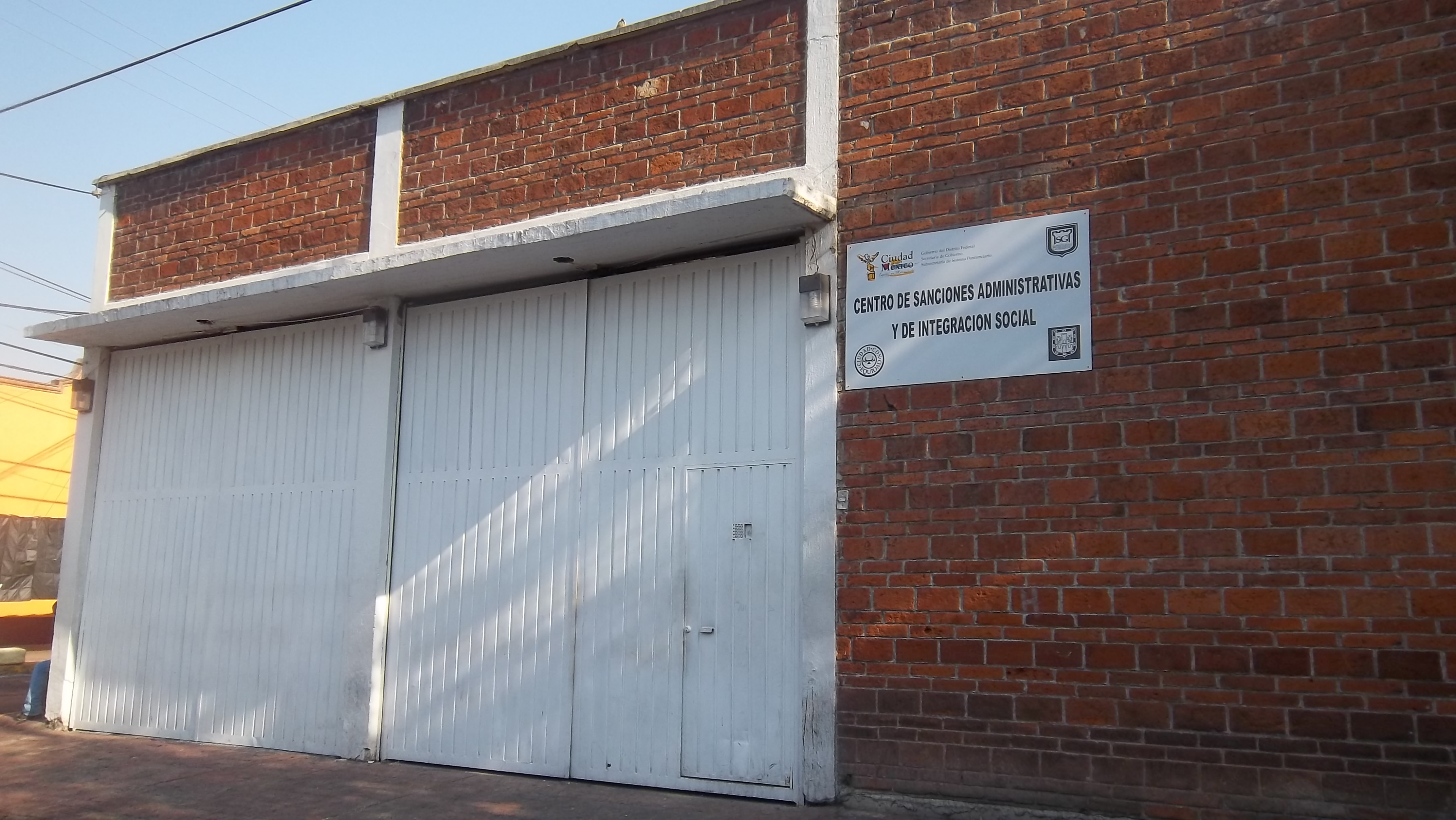
Centro de Sanciones Administrativas y de Integración Social, conocido popularmente como "El Torito", a donde son conducidos quienes son detenidos por el operativo para cumplimentar su sanción.

El programa «Conduce sin alcohol», conocido simplemente como «alcoholímetro», es un operativo policiaco de la Secretaría de Seguridad Pública del Distrito Federal (SSP-DF) de México, que aplica pruebas rápidas de alcoholemia mediante alcoholímetros en retenes itinerantes en la Ciudad de México. Tiene como objetivo prevenir que automovilistas conduzcan en estado de ebriedad, y provoquen accidentes viales por dicha causa. Se aplica de forma aleatoria en avenidas y calles en las 16 delegaciones del Distrito Federal. Su práctica se ha extendido a otros municipios de la Zona Metropolitana del Valle de México como Naucalpan y Tlalnepantla.
Conducir un vehículo rebasando los niveles de alcohol en la sangre permitidos en el D.F. tiene como pena una sanción administrativa, consistente en el traslado del vehículo a un depósito y arresto inconmutable para el conductor alcoholizado en el Centro de Sanciones Administrativas. Este espacio es conocido popularmente como El Torito y anteriormente estuvo ocupado por un rastro.

## Historia
Inició el 19 de septiembre de 2003, cuando se publicó en la Gaceta Oficial del Gobierno del D. F. las características del operativo, si bien ha tenido distintos cambios desde entonces. El programa inició cumpliendo las recomendaciones hechas por Rudolph Giuliani, exalcalde de New York, a la ciudad cuando fue contratado para asesorar a la administración capitalina. Fueron puestos inicialmente en funcionamiento 10 alcoholímetros, de un total de 50. Hasta febrero de 2010 había realizado 1 millón 404 mil 563 entrevistas, de las cuales 55,418 fueron motivo de infracción.

## Alcoholímetro
La SSP-DF utiliza un dispositivo de celda de combustión electroquímica. Aplica una boquilla desechable, en la cual quien hace la prueba sopla algunos segundos. Con esta medida, se determina el nivel de alcohol en la sangre mediante el aire que proviene de la parte interna de los pulmones.

## Sanciones
La legislación permite a conductores de autos particulares un máximo de 0.40 mg/l de alcohol en aire espirado. No hay un equivalente preciso a cuantas copas son, ya que el nivel puede variar de individuo a individuo. De sobrepasar este nivel, se detiene al conductor para practicarle una prueba de alcoholemia por un técnico calificado que forma parte de la Secretaría de Seguridad Ciudadana y en caso de rebasar el límite permitido de alcohol en aire espirado es puesto a disposición de la autoridad competente, que en este caso es un juez cívico por tratarse de una infracción al reglamento de tránsito, entonces será este quien imponga una sanción administrativa, consistente en arresto inconmutable, que va de las 20 a las 36 horas. ya no se puede llevar el carro un amigo que venga con el infractor, ahora este vehículo es enviado al depósito vehicular (corralon) y no será devuelto hasta que se cumpla con el total de las horas de arresto.

## Funcionamiento

### Retén
La policía determina un punto en donde instalar un retén en la ciudad, bajo tres criterios:

1. - Registro de Puntos de alta incidencia de accidentes de tránsito, relacionados con el consumo de alcohol.
2. - La cercanía con centros de diversión nocturnos como Puntos Origen de conductores alcoholizados
3. - Garantías físicas del entorno, que aseguren la integridad del personal participante en el programa.

"Esquema operativo del programa" en Ibidem.

En el mismo hay personal policiaco, médicos y un abogado representante de la Comisión de los Derechos Humanos del Distrito Federal, con la siguiente estructura:

1. 2 mujeres policías del Agrupamiento Cisne ahora "Atenea"
2. 2 elementos de la policía sectorial
3. Un médico o técnico aplicador de la SSPDF quienes son los ÚNICOS AUTORIZADOS para utilizar el ALCOHOLÍMETRO
4. Dos elementos recién egresados del Instituto Técnico de Formación Policial
5. Un supervisor de la Secretaría de Seguridad Pública
6. Dos elementos del Agrupamiento de Grúas
7. Dos elementos a bordo de motocicletas
8. Personal de la Dirección de Derechos Humanos de la SSP

"Programa Conduce sin alcohol".

#### Inspección
Se instala una barrera de conos, que lleva a los conductores a un solo carril. Ahí, los conductores son inspeccionados aleatoriamente por una mujer policía del Grupo Cisne, quien informa el motivo del retén y determina visualmente quien es candidato a la prueba.

#### Prueba de alcoholemia
Un médico o técnico aplicador con el dispositivo portátil, determina el nivel de alcohol en aire espirado. De rebasar el nivel permitido, el conductor es arrestado y presentado ante un juez Cívico, quien apoyado por un médico legista, determina la pena que hay que cumplir. Si hay un familiar presente, con licencia y sin aliento alcohólico, se le entrega el vehículo, si no, es llevado a un depósito.

## Impacto en la sociedad

### Estadísticas
De 2003 a 2012, se han realizado cerca de dos millones de entrevistas, de las que se han desprendido 324 mil pruebas de alcoholemia, con 88 mil conductores remitidos al Juez Cívico, y la remisión de 60 mil vehículos al depósito vehicular. De 2007 a 2012, fueron 82,906 hombres remitidos al juez y 5,862 mujeres.

### 2013
Durante este año se remitieron al juzgado a 16,739 personas del que:
- 15,476 (93%) fueron hombres
- 1,234 (7%) fueron mujeres.
- 53 extranjeros: 21 españoles, 17 coreanos y 15 argentinos.[8]

### Reducción de accidentes
Según estadísticas de la SSP-DF y del Servicio Médico Forense, en la ciudad un 40 por ciento de los accidentes automovilísticos está relacionado al consumo de alcohol. Mientras que en 2003 se reportaban 671 fallecimientos por esta causa, en 2012 se reportaron 97.

### Policías afectados en el operativo
En 2009 el policía Luis Fernando Corona Mercado, falleció como consecuencia de un intento de evasión por el conductor José Luis Romo Trujano, quien lo arrolló por varios metros en la Avenida de los Insurgentes. Desde 2002, 22 oficiales han sido heridos de gravedad, si bien en cada jornada son agredidos sin mayores consecuencias.

### Celebridades detenidas en el programa
Medios de comunicación han revelado información sobre celebridades mexicanas que han sido detenidas en los retenes. Entre las detenidas, se encuentran:
- Fabián Lavalle, conductor de televisión.[11]
- León Rubén Larregui Marín, vocalista del grupo Zoé.
- Ari Boroboy, actor.
- Alan, del grupo Magneto.
- Omar Fierro, actor y conductor de televisión.
- Octagón, luchador profesional.[12]
- Andrés Aguirre Romero, diputado federal de México.[13]
- Manuel Espino, expresidente nacional del PAN.
- Jorge Emilio González Martínez, senador y expresidente del Partido Verde Ecologista de México, quien al ser detenido dio el nombre falso de Jorge Rodríguez[14] y amenazó a los policías del operativo con su destitución por detenerlo.[15]